# Robert Page
Robert John Page (Llwynypia, 3 settembre 1974) è un allenatore di calcio ed ex calciatore gallese, di ruolo difensore.

## Statistiche

### Giocatore

#### Cronologia presenze e reti in nazionale
| Cronologia completa delle presenze e delle reti in nazionale ― Galles | Cronologia completa delle presenze e delle reti in nazionale ― Galles | Cronologia completa delle presenze e delle reti in nazionale ― Galles | Cronologia completa delle presenze e delle reti in nazionale ― Galles | Cronologia completa delle presenze e delle reti in nazionale ― Galles | Cronologia completa delle presenze e delle reti in nazionale ― Galles | Cronologia completa delle presenze e delle reti in nazionale ― Galles | Cronologia completa delle presenze e delle reti in nazionale ― Galles |
| Data                                                                  | Città                                                                 | In casa                                                               | Risultato                                                             | Ospiti                                                                | Competizione                                                          | Reti                                                                  | Note                                                                  |
| --------------------------------------------------------------------- | --------------------------------------------------------------------- | --------------------------------------------------------------------- | --------------------------------------------------------------------- | --------------------------------------------------------------------- | --------------------------------------------------------------------- | --------------------------------------------------------------------- | --------------------------------------------------------------------- |
| 14-12-1996                                                            | Cardiff                                                               | Galles                                                                | 0 – 0                                                                 | Turchia                                                               | Qual. Mondiali 1998                                                   | -                                                                     |                                                                       |
| 29-3-1997                                                             | Cardiff                                                               | Galles                                                                | 1 – 2                                                                 | Belgio                                                                | Qual. Mondiali 1998                                                   | -                                                                     | 25’                                                                   |
| 27-5-1997                                                             | Kilmarnock                                                            | Scozia                                                                | 0 – 1                                                                 | Galles                                                                | Amichevole                                                            | -                                                                     |                                                                       |
| 20-8-1997                                                             | Istanbul                                                              | Turchia                                                               | 6 – 4                                                                 | Galles                                                                | Qual. Mondiali 1998                                                   | -                                                                     |                                                                       |
| 11-10-1997                                                            | Bruxelles                                                             | Belgio                                                                | 3 – 2                                                                 | Galles                                                                | Qual. Mondiali 1998                                                   | -                                                                     | 46’                                                                   |
| 11-11-1997                                                            | Brasília                                                              | Brasile                                                               | 3 – 0                                                                 | Galles                                                                | Amichevole                                                            | -                                                                     |                                                                       |
| 5-6-1999                                                              | Bologna                                                               | Italia                                                                | 4 – 0                                                                 | Galles                                                                | Qual. Euro 2000                                                       | -                                                                     |                                                                       |
| 4-9-1999                                                              | Minsk                                                                 | Bielorussia                                                           | 1 – 2                                                                 | Galles                                                                | Qual. Euro 2000                                                       | -                                                                     |                                                                       |
| 9-10-1999                                                             | Wrexham                                                               | Galles                                                                | 0 – 2                                                                 | Svizzera                                                              | Qual. Euro 2000                                                       | -                                                                     |                                                                       |
| 23-2-2000                                                             | Doha                                                                  | Qatar                                                                 | 0 – 1                                                                 | Galles                                                                | Amichevole                                                            | -                                                                     |                                                                       |
| 29-3-2000                                                             | Wrexham                                                               | Galles                                                                | 1 – 2                                                                 | Finlandia                                                             | Amichevole                                                            | -                                                                     |                                                                       |
| 23-5-2000                                                             | Cardiff                                                               | Galles                                                                | 0 – 3                                                                 | Brasile                                                               | Amichevole                                                            | -                                                                     |                                                                       |
| 2-6-2000                                                              | Chaves                                                                | Portogallo                                                            | 3 – 0                                                                 | Galles                                                                | Amichevole                                                            | -                                                                     |                                                                       |
| 2-9-2000                                                              | Minsk                                                                 | Bielorussia                                                           | 2 – 1                                                                 | Galles                                                                | Qual. Mondiali 2002                                                   | -                                                                     |                                                                       |
| 7-10-2000                                                             | Cardiff                                                               | Galles                                                                | 1 – 1                                                                 | Norvegia                                                              | Qual. Mondiali 2002                                                   | -                                                                     |                                                                       |
| 11-10-2000                                                            | Bydgoszcz                                                             | Polonia                                                               | 0 – 0                                                                 | Galles                                                                | Qual. Mondiali 2002                                                   | -                                                                     |                                                                       |
| 24-3-2001                                                             | Erevan                                                                | Armenia                                                               | 2 – 2                                                                 | Galles                                                                | Qual. Mondiali 2002                                                   | -                                                                     |                                                                       |
| 28-3-2001                                                             | Cardiff                                                               | Galles                                                                | 1 – 1                                                                 | Ucraina                                                               | Qual. Mondiali 2002                                                   | -                                                                     |                                                                       |
| 2-6-2001                                                              | Cardiff                                                               | Galles                                                                | 1 – 2                                                                 | Polonia                                                               | Qual. Mondiali 2002                                                   | -                                                                     | 38’                                                                   |
| 6-6-2001                                                              | Donec'k                                                               | Ucraina                                                               | 1 – 1                                                                 | Galles                                                                | Qual. Mondiali 2002                                                   | -                                                                     |                                                                       |
| 5-9-2001                                                              | Oslo                                                                  | Norvegia                                                              | 3 – 2                                                                 | Galles                                                                | Qual. Mondiali 2002                                                   | -                                                                     |                                                                       |
| 6-10-2001                                                             | Cardiff                                                               | Galles                                                                | 1 – 0                                                                 | Bielorussia                                                           | Qual. Mondiali 2002                                                   | -                                                                     | 90+2’                                                                 |
| 13-2-2002                                                             | Cardiff                                                               | Galles                                                                | 1 – 1                                                                 | Argentina                                                             | Amichevole                                                            | -                                                                     | 38’                                                                   |
| 27-3-2002                                                             | Cardiff                                                               | Galles                                                                | 0 – 0                                                                 | Rep. Ceca                                                             | Amichevole                                                            | -                                                                     |                                                                       |
| 14-5-2002                                                             | Wrexham                                                               | Galles                                                                | 1 – 0                                                                 | Germania                                                              | Amichevole                                                            | -                                                                     |                                                                       |
| 20-11-2002                                                            | Baku                                                                  | Azerbaigian                                                           | 0 – 2                                                                 | Galles                                                                | Qual. Euro 2004                                                       | -                                                                     | 35’                                                                   |
| 12-2-2003                                                             | Cardiff                                                               | Galles                                                                | 2 – 2                                                                 | Bosnia ed Erzegovina                                                  | Amichevole                                                            | -                                                                     |                                                                       |
| 29-3-2003                                                             | Cardiff                                                               | Galles                                                                | 4 – 0                                                                 | Azerbaigian                                                           | Qual. Euro 2004                                                       | -                                                                     |                                                                       |
| 20-8-2003                                                             | Belgrado                                                              | Serbia e Montenegro                                                   | 1 – 0                                                                 | Galles                                                                | Qual. Euro 2004                                                       | -                                                                     |                                                                       |
| 6-9-2003                                                              | Milano                                                                | Italia                                                                | 4 – 0                                                                 | Galles                                                                | Qual. Euro 2004                                                       | -                                                                     |                                                                       |
| 10-9-2003                                                             | Cardiff                                                               | Galles                                                                | 1 – 1                                                                 | Finlandia                                                             | Qual. Euro 2004                                                       | -                                                                     |                                                                       |
| 18-2-2004                                                             | Cardiff                                                               | Galles                                                                | 4 – 0                                                                 | Scozia                                                                | Amichevole                                                            | -                                                                     |                                                                       |
| 31-3-2004                                                             | Budapest                                                              | Ungheria                                                              | 1 – 2                                                                 | Galles                                                                | Amichevole                                                            | -                                                                     |                                                                       |
| 18-8-2004                                                             | Riga                                                                  | Lettonia                                                              | 0 – 2                                                                 | Galles                                                                | Amichevole                                                            | -                                                                     |                                                                       |
| 4-9-2004                                                              | Baku                                                                  | Azerbaigian                                                           | 1 – 1                                                                 | Galles                                                                | Qual. Mondiali 2006                                                   | -                                                                     |                                                                       |
| 9-2-2005                                                              | Cardiff                                                               | Galles                                                                | 2 – 0                                                                 | Ungheria                                                              | Amichevole                                                            | -                                                                     | cap.                                                                  |
| 26-3-2005                                                             | Wrexham                                                               | Galles                                                                | 0 – 2                                                                 | Austria                                                               | Qual. Mondiali 2006                                                   | -                                                                     | 84’                                                                   |
| 30-3-2005                                                             | Salisburgo                                                            | Austria                                                               | 1 – 0                                                                 | Galles                                                                | Qual. Mondiali 2006                                                   | -                                                                     | 58’                                                                   |
| 17-8-2005                                                             | Swansea                                                               | Galles                                                                | 0 – 0                                                                 | Slovenia                                                              | Amichevole                                                            | -                                                                     |                                                                       |
| 3-9-2005                                                              | Cardiff                                                               | Galles                                                                | 0 – 1                                                                 | Inghilterra                                                           | Qual. Mondiali 2006                                                   | -                                                                     | 65’                                                                   |
| 16-11-2005                                                            | Limassol                                                              | Cipro                                                                 | 1 – 0                                                                 | Galles                                                                | Amichevole                                                            | -                                                                     | 67’                                                                   |
| Totale                                                                |                                                                       | Presenze                                                              | 41                                                                    |                                                                       | Reti                                                                  | 0                                                                     |                                                                       |

### Allenatore

#### Nazionale
Statistiche aggiornate al 21 giugno 2024.
| Squadra | Naz               | dal             | al             | Record | Record | Record | Record     | Record | Record | Record | Record |
| G       | V                 | N               | P              | GF     | GS     | DR     | % Vittorie |        |        |        |        |
| ------- | ----------------- | --------------- | -------------- | ------ | ------ | ------ | ---------- | ------ | ------ | ------ | ------ |
| Galles  | Galles (bandiera) | 3 novembre 2020 | 21 giugno 2024 | 45     | 15     | 16     | 14         | 51     | 53     | −2     | 33,33  |

#### Nazionale nel dettaglio
| 2020                      | Galles        | Nations League 2020-2021      | 1º nel Gruppo 4 di Lega B, promozione in Lega A    | 2  | 2  | 0  | 0  | 100,00& | 4  | 1  | +3 |
| Giu.-lug. 2021            | Galles        | Europeo 2020                  | Ottavi di finale                                   | 4  | 1  | 1  | 2  | 25,00   | 3  | 6  | -3 |
| 2021                      | Galles        | Qual. Mondiale 2022           | 2° nel Gruppo E, qualificato dopo i Play-Off       | 8  | 4  | 0  | 4  | 50,00   | 14 | 9  | +5 |
| mar.-giu. 2022 (spareggi) | Galles        | Qual. Mondiale 2022           | 2° nel Gruppo E, qualificato dopo i Play-Off       | 2  | 2  | 0  | 0  | 100,00& | 3  | 1  | +2 |
| 2022                      | Galles        | UEFA Nations League 2022-2023 | 4° nel Gruppo 4 della Lega A, retrocesso in Lega B | 6  | 0  | 1  | 5  | &0,00   | 6  | 11 | -5 |
| Nov. 2022                 | Galles        | Mondiale 2022                 | Fase a Gironi (4° nel Girone B)                    | 3  | 0  | 1  | 2  | &0,00   | 1  | 6  | -5 |
| 2023                      | Galles        | Qual. Euro 2024               | 3º nel gruppo D, eliminato dopo i play-off         | 8  | 3  | 3  | 2  | 37,50   | 10 | 10 | +0 |
| mar. 2024                 | Galles        | Qual. Euro 2024               | 3º nel gruppo D, eliminato dopo i play-off         | 2  | 1  | 1  | 0  | 50,00   | 4  | 1  | +3 |
| Dal 2020 al 2024          | Galles        | Amichevoli                    |                                                    | 10 | 2  | 6  | 2  | 20,00   | 6  | 8  | -2 |
| Totale Galles             | Totale Galles | Totale Galles                 | Totale Galles                                      | 45 | 15 | 16 | 14 | 33,33   | 51 | 53 | -2 |

#### Panchine da commissario tecnico della nazionale gallese
| Cronologia completa delle presenze e delle reti in nazionale ― Galles | Cronologia completa delle presenze e delle reti in nazionale ― Galles | Cronologia completa delle presenze e delle reti in nazionale ― Galles | Cronologia completa delle presenze e delle reti in nazionale ― Galles | Cronologia completa delle presenze e delle reti in nazionale ― Galles | Cronologia completa delle presenze e delle reti in nazionale ― Galles | Cronologia completa delle presenze e delle reti in nazionale ― Galles | Cronologia completa delle presenze e delle reti in nazionale ― Galles |
| Data                                                                  | Città                                                                 | In casa                                                               | Risultato                                                             | Ospiti                                                                | Competizione                                                          | Reti                                                                  | Note                                                                  |
| --------------------------------------------------------------------- | --------------------------------------------------------------------- | --------------------------------------------------------------------- | --------------------------------------------------------------------- | --------------------------------------------------------------------- | --------------------------------------------------------------------- | --------------------------------------------------------------------- | --------------------------------------------------------------------- |
| 12-11-2020                                                            | Cardiff                                                               | Galles                                                                | 0 – 0                                                                 | Stati Uniti                                                           | Amichevole                                                            | -                                                                     | Cap: C. Gunter                                                        |
| 15-11-2020                                                            | Cardiff                                                               | Galles                                                                | 1 – 0                                                                 | Irlanda                                                               | UEFA Nations League 2020-2021 - 1º turno                              | David Brooks                                                          | Cap: G. Bale                                                          |
| 18-11-2020                                                            | Cardiff                                                               | Galles                                                                | 3 – 1                                                                 | Finlandia                                                             | UEFA Nations League 2020-2021 - 1º turno                              | Harry Wilson Daniel James Kieffer Moore                               | Cap: G. Bale                                                          |
| 24-3-2021                                                             | Lovanio                                                               | Belgio                                                                | 3 – 1                                                                 | Galles                                                                | Qual. Mondiali 2022                                                   | Harry Wilson                                                          | Cap: G. Bale                                                          |
| 27-3-2021                                                             | Cardiff                                                               | Galles                                                                | 1 – 0                                                                 | Messico                                                               | Amichevole                                                            | Kieffer Moore                                                         | Cap: C. Gunter                                                        |
| 30-3-2021                                                             | Cardiff                                                               | Galles                                                                | 1 – 0                                                                 | Rep. Ceca                                                             | Qual. Mondiali 2022                                                   | Daniel James                                                          | Cap: G. Bale                                                          |
| 2-6-2021                                                              | Nizza                                                                 | Francia                                                               | 3 – 0                                                                 | Galles                                                                | Amichevole                                                            | -                                                                     | Cap: G. Bale                                                          |
| 5-6-2021                                                              | Cardiff                                                               | Galles                                                                | 0 – 0                                                                 | Albania                                                               | Amichevole                                                            | -                                                                     | Cap: B. Davies                                                        |
| 12-6-2021                                                             | Baku                                                                  | Galles                                                                | 1 – 1                                                                 | Svizzera                                                              | Euro 2020 - 1º turno                                                  | Kieffer Moore                                                         | Cap: G. Bale                                                          |
| 16-6-2021                                                             | Baku                                                                  | Turchia                                                               | 0 – 2                                                                 | Galles                                                                | Euro 2020 - 1º turno                                                  | Aaron Ramsey Connor Roberts                                           | Cap: G. Bale                                                          |
| 20-6-2021                                                             | Roma                                                                  | Italia                                                                | 1 – 0                                                                 | Galles                                                                | Euro 2020 - 1º turno                                                  | -                                                                     | Cap: G. Bale                                                          |
| 26-6-2021                                                             | Amsterdam                                                             | Galles                                                                | 0 – 4                                                                 | Danimarca                                                             | Euro 2020 - Ottavi di finale                                          | -                                                                     | Cap: G. Bale                                                          |
| 1-9-2021                                                              | Helsinki                                                              | Finlandia                                                             | 0 – 0                                                                 | Galles                                                                | Amichevole                                                            | -                                                                     | Cap: D. Ward                                                          |
| 5-9-2021                                                              | Kazan'                                                                | Bielorussia                                                           | 2 – 3                                                                 | Galles                                                                | Qual. Mondiali 2022                                                   | 3 Gareth Bale 2 (rig.)                                                | Cap: G. Bale                                                          |
| 8-9-2021                                                              | Cardiff                                                               | Galles                                                                | 0 – 0                                                                 | Estonia                                                               | Qual. Mondiali 2022                                                   | -                                                                     | Cap: G. Bale                                                          |
| 8-10-2021                                                             | Praga                                                                 | Rep. Ceca                                                             | 2 – 2                                                                 | Galles                                                                | Qual. Mondiali 2022                                                   | Aaron Ramsey Daniel James                                             | Cap: A. Ramsey                                                        |
| 11-10-2021                                                            | Tallinn                                                               | Estonia                                                               | 0 – 1                                                                 | Galles                                                                | Qual. Mondiali 2022                                                   | Kieffer Moore                                                         | Cap: A. Ramsey                                                        |
| 13-11-2021                                                            | Cardiff                                                               | Galles                                                                | 5 – 1                                                                 | Bielorussia                                                           | Qual. Mondiali 2022                                                   | 2 Aaron Ramsey 1 (rig.) Neco Williams Ben Davies Connor Roberts       | Cap: G. Bale                                                          |
| 16-11-2021                                                            | Cardiff                                                               | Galles                                                                | 1 – 1                                                                 | Belgio                                                                | Qual. Mondiali 2022                                                   | Kieffer Moore                                                         | Cap: A. Ramsey                                                        |
| 24-3-2022                                                             | Cardiff                                                               | Galles                                                                | 2 – 1                                                                 | Austria                                                               | Qual. Mondiali 2022                                                   | 2 Gareth Bale                                                         | Cap: G. Bale                                                          |
| 29-3-2022                                                             | Cardiff                                                               | Galles                                                                | 1 – 1                                                                 | Rep. Ceca                                                             | Amichevole                                                            | Rubin Colwill                                                         | Cap: W. Hennessey                                                     |
| 1-6-2022                                                              | Breslavia                                                             | Polonia                                                               | 2 – 1                                                                 | Galles                                                                | UEFA Nations League 2022-2023 - 1º turno                              | Jonathan Peter Williams                                               | Cap: C. Gunter                                                        |
| 5-6-2022                                                              | Cardiff                                                               | Galles                                                                | 1 – 0                                                                 | Ucraina                                                               | Qual. Mondiali 2022                                                   | autorete                                                              | Cap: G. Bale                                                          |
| 8-6-2022                                                              | Cardiff                                                               | Galles                                                                | 1 – 2                                                                 | Paesi Bassi                                                           | UEFA Nations League 2022-2023 - 1º turno                              | Rhys Norrington-Davies                                                | Cap: B. Davies                                                        |
| 11-6-2022                                                             | Cardiff                                                               | Galles                                                                | 1 – 1                                                                 | Belgio                                                                | UEFA Nations League 2022-2023 - 1º turno                              | Brennan Johnson                                                       | Cap: G. Bale                                                          |
| 14-6-2022                                                             | Rotterdam                                                             | Paesi Bassi                                                           | 3 – 2                                                                 | Galles                                                                | UEFA Nations League 2022-2023 - 1º turno                              | Brennan Johnson Gareth Bale (rig.)                                    | Cap: B. Davies                                                        |
| 22-9-2022                                                             | Bruxelles                                                             | Belgio                                                                | 2 – 1                                                                 | Galles                                                                | UEFA Nations League 2022-2023 - 1º turno                              | Kieffer Moore                                                         | Cap: W. Hennessey                                                     |
| 25-9-2022                                                             | Cardiff                                                               | Galles                                                                | 0 – 1                                                                 | Polonia                                                               | UEFA Nations League 2022-2023 - 1º turno                              | -                                                                     | Cap: G. Bale                                                          |
| 21-11-2022                                                            | Al Rayyan                                                             | Stati Uniti                                                           | 1 – 1                                                                 | Galles                                                                | Mondiali 2022 - 1º turno                                              | Gareth Bale (rig.)                                                    | Cap: G. Bale                                                          |
| 25-11-2022                                                            | Al Rayyan                                                             | Galles                                                                | 0 – 2                                                                 | Iran                                                                  | Mondiali 2022 - 1º turno                                              | -                                                                     | Cap: G. Bale                                                          |
| 29-11-2022                                                            | Al Rayyan                                                             | Galles                                                                | 0 – 3                                                                 | Inghilterra                                                           | Mondiali 2022 - 1º turno                                              | -                                                                     | Cap: G. Bale                                                          |
| 25-3-2023                                                             | Spalato                                                               | Croazia                                                               | 1 – 1                                                                 | Galles                                                                | Qual. Euro 2024                                                       | Nathan Broadhead                                                      | Cap: G. Bale                                                          |
| 28-3-2023                                                             | Cardiff                                                               | Galles                                                                | 1 – 0                                                                 | Lettonia                                                              | Qual. Euro 2024                                                       | Kieffer Moore                                                         | Cap: G. Bale                                                          |
| 16-6-2023                                                             | Cardiff                                                               | Galles                                                                | 2 – 4                                                                 | Armenia                                                               | Qual. Euro 2024                                                       | Daniel James Harry Wilson                                             | Cap: G. Bale                                                          |
| 19-6-2023                                                             | Samsun                                                                | Turchia                                                               | 2 – 0                                                                 | Galles                                                                | Qual. Euro 2024                                                       |                                                                       | Cap: G. Bale                                                          |
| 7-9-2023                                                              | Cardiff                                                               | Galles                                                                | 0 – 0                                                                 | Corea del Sud                                                         | Amichevole                                                            |                                                                       | Cap: G. Bale                                                          |
| 11-9-2023                                                             | Riga                                                                  | Lettonia                                                              | 0 – 2                                                                 | Galles                                                                | Qual. Euro 2024                                                       | Aaron Ramsey David Brooks                                             | Cap: G. Bale                                                          |
| 11-10-2023                                                            | Wrexham                                                               | Galles                                                                | 4 – 0                                                                 | Gibilterra                                                            | Amichevole                                                            | Ben Davies 2 Kieffer Moore Nathan Broadhead                           | Cap: G. Bale                                                          |
| 15-10-2023                                                            | Cardiff                                                               | Galles                                                                | 2 – 1                                                                 | Croazia                                                               | Qual. Euro 2024                                                       | 2 Harry Wilson                                                        | Cap: G. Bale                                                          |
| 18-11-2023                                                            | Erevan                                                                | Armenia                                                               | 1 – 1                                                                 | Galles                                                                | Qual. Euro 2024                                                       | Autorete                                                              | Cap: G. Bale                                                          |
| 21-11-2023                                                            | Cardiff                                                               | Galles                                                                | 1 – 1                                                                 | Turchia                                                               | Qual. Euro 2024                                                       | Neco Williams                                                         | Cap: B. Davies                                                        |
| 21-3-2024                                                             | Cardiff                                                               | Galles                                                                | 4 – 1                                                                 | Finlandia                                                             | Qual. Euro 2024                                                       | David Brooks Neco Williams Brennan Johnson Daniel James               | Cap: B. Davies                                                        |
| 26-3-2024                                                             | Cardiff                                                               | Galles                                                                | 0 – 0 dts (4 – 5 dtr)                                                 | Polonia                                                               | Qual. Euro 2024                                                       | -                                                                     | Cap: B. Davies                                                        |
| 6-6-2024                                                              | Faro                                                                  | Gibilterra                                                            | 0 – 0                                                                 | Galles                                                                | Amichevole                                                            | -                                                                     | Cap: J. Sheehan                                                       |
| 9-6-2024                                                              | Bratislava                                                            | Slovacchia                                                            | 4 – 0                                                                 | Galles                                                                | Amichevole                                                            | -                                                                     | Cap: E. Ampadu                                                        |
| Totale                                                                |                                                                       | Presenze                                                              | 45                                                                    |                                                                       | Reti                                                                  | 51                                                                    |                                                                       |

## Palmarès

### Giocatore
- Second Division: 1

Watford: 1997-1998
- Campionato inglese di quarta divisione: 1

Chesterfield: 2010-2011